# 奈恩黑斯-理查德森括号
数学中，代数括号（algebraic bracket）或奈恩黑斯–理查德森括号（Nijenhuis–Richardson bracket）是一个向量空间到自身的交替多重线性形式上的一个分次李代数结构。这是由 A. Nijenhuis 与 R. W. Richardson, Jr 在(1966, 1967) 二文中引入的，它与 弗勒利歇尔-奈恩黑斯括号和斯豪滕-奈恩黑斯括号有关，但不一样。

## 定义
引入此括号最初动机是为讨论一个向量空间上所有可能的李代数结构以及随后的这些结构的形变发展一个统一的框架。如果 V 是一个向量空间，p ≥ -1 是一个正数，令 
{\displaystyle Alt^{p}(V)=(\wedge ^{p+1}V^{*})\otimes V}
为从 V 到自己的所有斜对称 (p+1)-重线性映射。直和 Alt(V) 是一个分次向量空间。V 上一个李代数结构由一个斜对称双线性映射 μ : V × V → V 确定。即 μ 是 Alt1(V) 的一个元素。另外 μ 需服从雅可比恒等式。Nijenhuis–Richardson 括号给出了将这个恒等式表示为 [μ,μ]=0 的一个系统性方式。
具体地，这个括号是定义在 Alt(V) 上的如下双线性运算。在齐次元素 P ∈ Altp(V) 与 Q ∈ Altq(V) 上，奈恩黑斯–理查德森括号 [P,Q]∧ ∈ Altp+q(V) 由
{\displaystyle [P,Q]^{\land }=i_{P}Q-(-1)^{pq}i_{Q}P\,}
给出，这里内乘 iP 定义为
{\displaystyle (i_{P}Q)(X_{0},X_{1},\ldots ,X_{p+q})=\sum _{\sigma \in Sh_{p,q}}\mathrm {sgn} (\sigma )P(Q(X_{0},X_{1},\ldots ,X_{q}),X_{q+1},\ldots ,X_{q+p})}
其中求和取遍指标的所有 (p,q) 顺序。在非齐次元素上，双线性扩张括号。

## 形式环的导子
奈恩黑斯–理查德森括号可以类似地定义在光滑流形 M 上的向量值形式 Ω*(M, T(M)) 上。向量值形式 K 通过取  iK 作为导子作用在 M 上的形式的超交换环 Ω*(M) 上，奈恩黑斯–理查德森括号对应于这两个导子的交换子。这样将 Ω*(M, T(M)) 等同于作用在光滑函数为为零的导子之代数。不是所有导子都是这种形式；这个导子的环结构请参见弗勒利歇尔－奈恩黑斯括号一文。
斯豪滕–奈恩黑斯括号与弗勒利歇尔－奈恩黑斯括号都使 Ω*(M, T(M)) 成为一个分次超代数，但有不同的分次。